# Jacques De Vocht
Pour les articles homonymes, voir De Vocht.
Jacques De Vocht, né le 17 juillet 1902 à Tongres et mort le 17 juin 1959 à Louvain fut un homme politique catholique belge.
De Vocht fut docteur en droit (ULg, 1926) ; bâtonnier à Tongres (1954-1956).
Il fut élu conseiller communal (1932-), échevin (1939-) et bourgmestre (1958-mort) de Tongres ; sénateur provincial de la province de Limbourg (1946-1949), puis sénateur de l'arrondissement de Hasselt-Tongres-Maaseik (1949-1954).